# Hamilton Cuvi
Hamilton Emilio Cuvi (Milagro, 8 mei 1960) is een voormalig Ecuadoraans profvoetballer, die speelde als aanvallende middenvelder gedurende zijn carrière.

## Clubcarrière
Cuvi kwam onder meer uit voor Club 9 de Octubre, Club Deportivo Filanbanco, Valdez Sporting Club en SD Aucas. Hij was in 1987 met 23 goals topscorer in de Campeonato Ecuatoriano, een eer die hij moest delen met Hermen Benítez (Club Deportivo El Nacional) en Waldemar Victorino (LDU Portoviejo).

## Interlandcarrière
Cuvi speelde in totaal 45 interlands (zes doelpunten) voor Ecuador in de periode 1983-1989. Onder leiding van bondscoach Ernesto Guerra maakte hij zijn debuut op 26 juli 1983 in de vriendschappelijke thuiswedstrijd tegen Colombia (0-0), net als Hans Maldonado, Wilson Armas, Gabriel Cantos, Orlando Narváez en Tulio Quinteros. Hij nam met zijn vaderland deel aan drie edities van de strijd om de Copa América: 1983, 1987 en 1989.

## Erelijst
Club Deportivo Filanbanco
- Topscorer Campeonato Ecuatoriano

1987 (23 goals)